# André Joy
Pour les articles homonymes, voir Joy.
André Joy, de son vrai nom André Gaudelette (né le 19 juin 1925 à Paris et mort dans cette même ville le 25 février 2012), est un dessinateur français de bandes dessinées. Il est le père de Michel Gaudelette.

## Biographie
André Gaudelette naît le 19 juin 1925. Il commence sa carrière de dessinateur, sous le pseudonyme de André Joy, avec des travaux publiés par les éditions SAETL en 1947. En 1949, il rejoint les éditions Vaillant. Là il dessine les aventures de P'tit Joc à partir de 1952 et Jojo des rues en 1956 scénarisées par Jean Ollivier. En 1957, il part travailler pour les éditions Dargaud et Le Lombard où il reprend le personnage de Line dans le magazine éponyme. À cette occasion il abandonne son pseudonyme et signe de son vrai nom.
Dans les années 1960, il commence à collaborer avec les éditions Fleurus pour lesquelles il produira de nombreux récits publiés dans les revues Cœurs vaillants, Âmes vaillantes, J2 Magazine et Djin. Dans le même temps il réalise des bandes-dessinées publiées dans les magazines Francs-Jeux, Nade, Lisette, Amis-Coop, etc. Il quitte le monde de la bande-dessinée en 1987. Il meurt en février 2012,.

## Œuvres
- P'tit Joc (dessin), avec Jean Ollivier (scénario), dans Vaillant, 1952-1953.
- P'tit Joc (dessin), avec Pierre Castex, dans Vaillant, 1953-1955.
- P'tit Joc (scénario et dessin), dans Vaillant, 1955-1957.
- Jojo des rues (dessin), avec Jean Ollivier (scénario), dans Vaillant, 1956.
- L’Enfant et le bandit, 3 planches, Vaillant no 624, 1957.
- Ryan l’Irlandais (dessin), avec Jean Ollivier (scénario),  20 planches, Pif Gadget no 35, 1969.
- Franck et Siméon (dessin), avec H. Serre (1962-1965) et André Joy (1965-1967) (scénario), paru dans Cœurs Vaillants puis J2 jeunes.
- Les Enquêtes de Nicole, parues dans Âmes vaillantes.
- Judy, parue dans Djinn puis Triolo.

## Publications

### Illustration
- Saut dans le vide (dessin), histoire de Roger Ferrand, Jeunesse héroïque no 55, coll. "France d'Abord", Les Éditeurs Réunis, 1946 (?)
- Alerte au feu (dessin), histoire de Max Rainat, Jeunesse héroïque no 70, coll. "France d'Abord", Les Éditeurs Réunis, 1946 (?)
- Une Caméra dans le Vercors (dessin), histoire de Jean Ollivier, Jeunesse héroïque no 73, coll. "France d'Abord", Les Éditeurs Réunis, 1946 (?)
- On s'est battu dans les collines (dessin), histoire de Jacques Friedland, Jeunesse héroïque no 81, coll. "France d'Abord", Les Éditeurs Réunis, 1946 (?)
- Le Disparu d'Arras (dessin), histoire de Roger Ferrand, Jeunesse héroïque no 83, coll. "France d'Abord", Les Éditeurs Réunis, 1946 (?)
- Le Cavalier des Andes (dessin), histoire de Jean Ollivier, Jeunesse héroïque no 88, coll. "France d'Abord", Les Éditeurs Réunis, 1946 (?)

### Bande dessinée
- P'tit Joc (dessin), avec Jean Ollivier (scénario)
  - Le Cheval fantastique, supplément au journal Vaillant no 465, 1954.
  - Premiers galops, Éditions du Triomphe, 2001.
  - Premières victoire, Éditions du Triomphe, 2001.
- Jean Chouan l'insoumis, Château de Lassay, 1987.
  - P'tit Joc, coll. « Traits pour traits », éditions du Hibou, 2009 (750 ex).
- L'Église et la Révolution (dessin), avec Serge Saint-Michel (scénario), éditions Fleurus, 1989.
- L'Abbé Louis Roussel (dessin), avec René Berthier (scénario), éditions Médialogue, 1991.
- Line et les timbres volants (dessin), avec Charles Nugue (scénario), éditions de l'Âge d'or, 2003 (1000 ex).
- Jojo des rues (dessin), avec Jean Ollivier (scénario), Éditions du Triomphe, 2002.
- Hibou Série Les meilleurs récits de Gaudelette et Duval, Hibou, 2006.
- Judy et le collectionneur, éditions du Taupinambour, 2008.